# Stirling County Rugby Football Club
Lo Stirling County Rugby Football Club è un club scozzese di rugby a 15 di Stirling e disputa la Premiership Division One.

## Palmarès
- Campionati scozzesi: 1
1994-95